# Walter Davis (trójskoczek)
Walter L. Davis (ur. 2 lipca 1979 w Lafayette) – amerykański lekkoatleta, trójskoczek, 4-krotny medalista mistrzostw świata.
W 2012, po niezakwalifikowaniu się na igrzyska olimpijskie w Londynie, ogłosił zakończenie kariery.

## Sukcesy
| Rok  | Zawody                    | Miasto     | Miejsce | Konkurencja |
| ---- | ------------------------- | ---------- | ------- | ----------- |
| 2000 | Igrzyska Olimpijskie      | Sydney     | 11.     | trójskok    |
| 2002 | Puchar Świata             | Madryt     | 2.      | trójskok    |
| 2003 | Halowe Mistrzostwa Świata | Birmingham | 2.      | trójskok    |
| 2003 | Światowy Finał IAAF       | Monako     | 2.      | trójskok    |
| 2004 | Igrzyska Olimpijskie      | Ateny      | 11.     | trójskok    |
| 2005 | Mistrzostwa Świata        | Helsinki   | 1.      | trójskok    |
| 2005 | Światowy Finał IAAF       | Monako     | 3.      | trójskok    |
| 2006 | Halowe Mistrzostwa Świata | Moskwa     | 1.      | trójskok    |
| 2006 | Światowy Finał IAAF       | Stuttgart  | 3.      | trójskok    |
| 2006 | Puchar Świata             | Ateny      | 1.      | trójskok    |
| 2007 | Mistrzostwa Świata        | Osaka      | 3.      | trójskok    |
| 2007 | Światowy Finał IAAF       | Stuttgart  | 1.      | trójskok    |

## Rekordy życiowe
- skok w dal – 8,36 m (2007)
- trójskok (stadion) – 17,71 m (2006) najlepszy wynik na listach światowych w 2006
- trójskok (hala) – 17,73 m (2006) 10. wynik w historii światowej lekkoatletyki